# Bernhard Knubel (remero)
Bernhard Knubel (2 de marzo de 1938-23 de febrero de 1973) fue un deportista alemán que compitió para la RFA en remo. Participó en los Juegos Olímpicos de Roma 1960, obteniendo una medalla de oro en la prueba de dos con timonel.

## Palmarés internacional
| Representando al Equipo Alemán Unificado |               |                |                 |
| Juegos Olímpicos                         |               |                |                 |
| Año                                      | Lugar         | Medalla        | Prueba          |
| 1960                                     | Roma (Italia) | Medalla de oro | Dos con timonel |